# الكأس السلطانية 1935
كَأْسُ السُّلْطَانِ حُسَين 1935 هي النُّسْخة التَّاسِعة عَشَر من بُطولة كَأْس السُّلطان حُسَين. لُعبت البُطولة في عام 1935، وفاز بها الاتِّحاد السَّكَندَري بعد فوزه في النهائي على الأهلي بنَتيجة 2–0.